# Adigrat
Adigrat is een stad in de Ethiopische regio Tigray.
In 2005 telde Adigrat 65.237 inwoners. De stad ligt op 2450 meter hoogte.

## Geboren in Adigrat
- Miruts Yifter (1944 - 2016), atleet
- Seyoum Mesfin (1949), politicus
- Dejen Gebremeskel (1989), atleet
- Abeba Aregawi (1990), Zweeds-Ethiopisch atlete
- Mulu Hailemichael (1999), wielrenner

## Fotogalerij

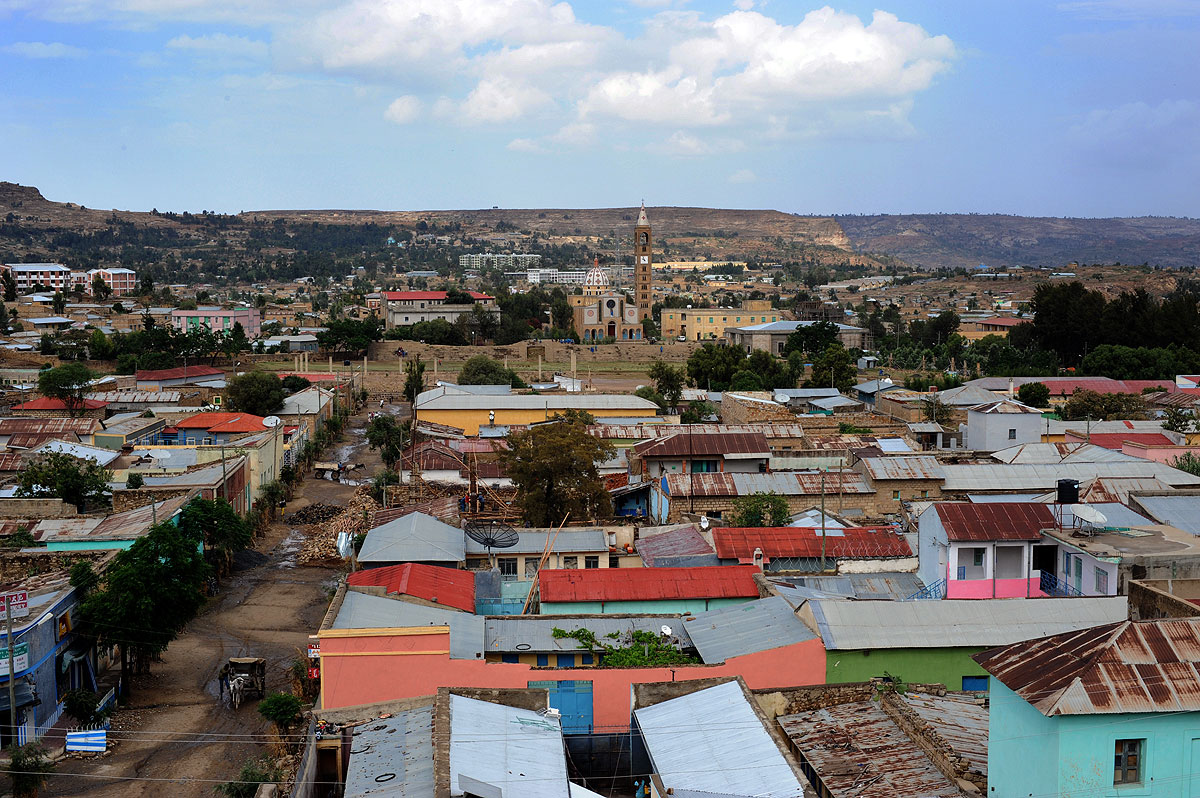
Zicht op Adigrat
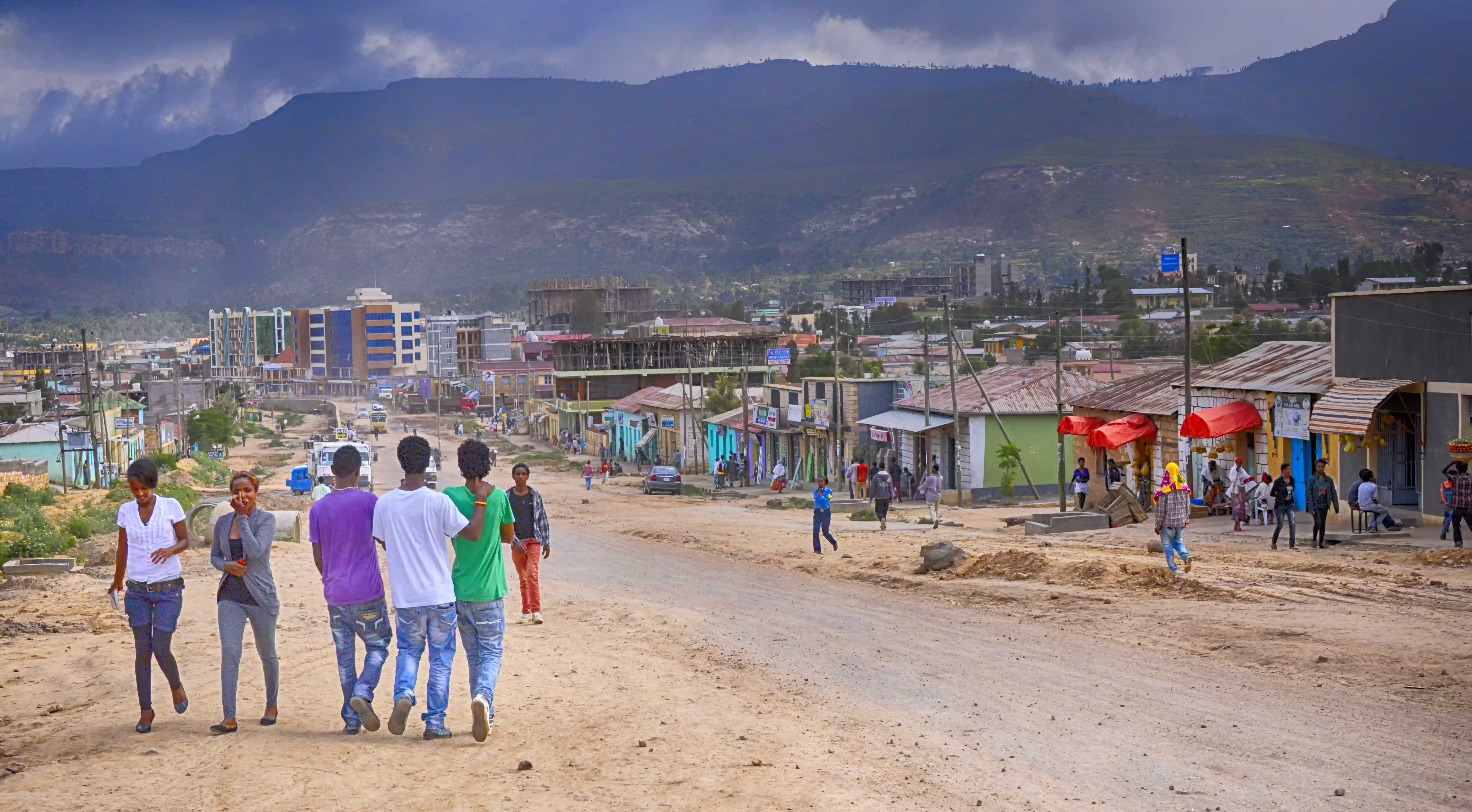
Adigrat in 2014
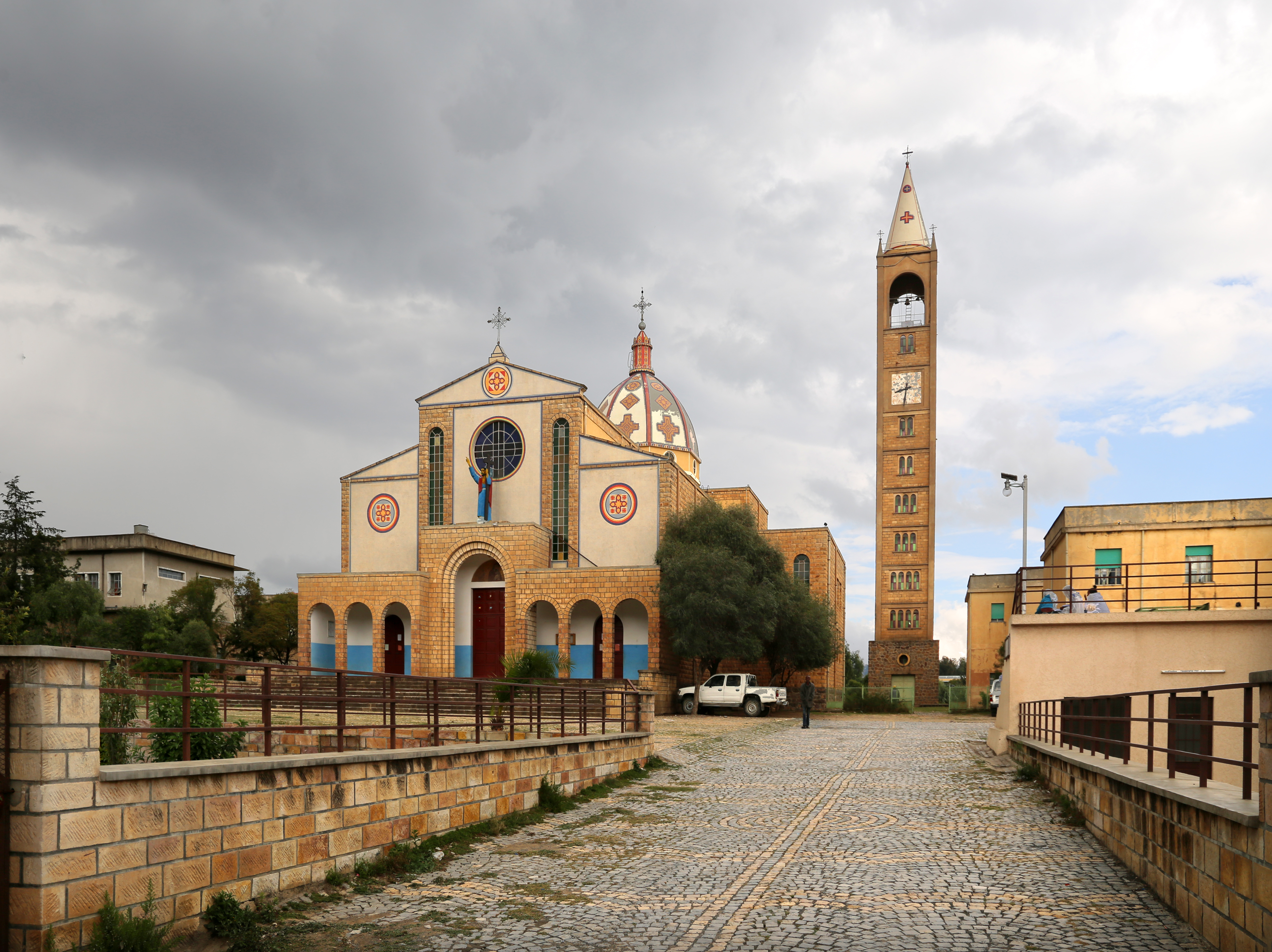
De katholieke kerk
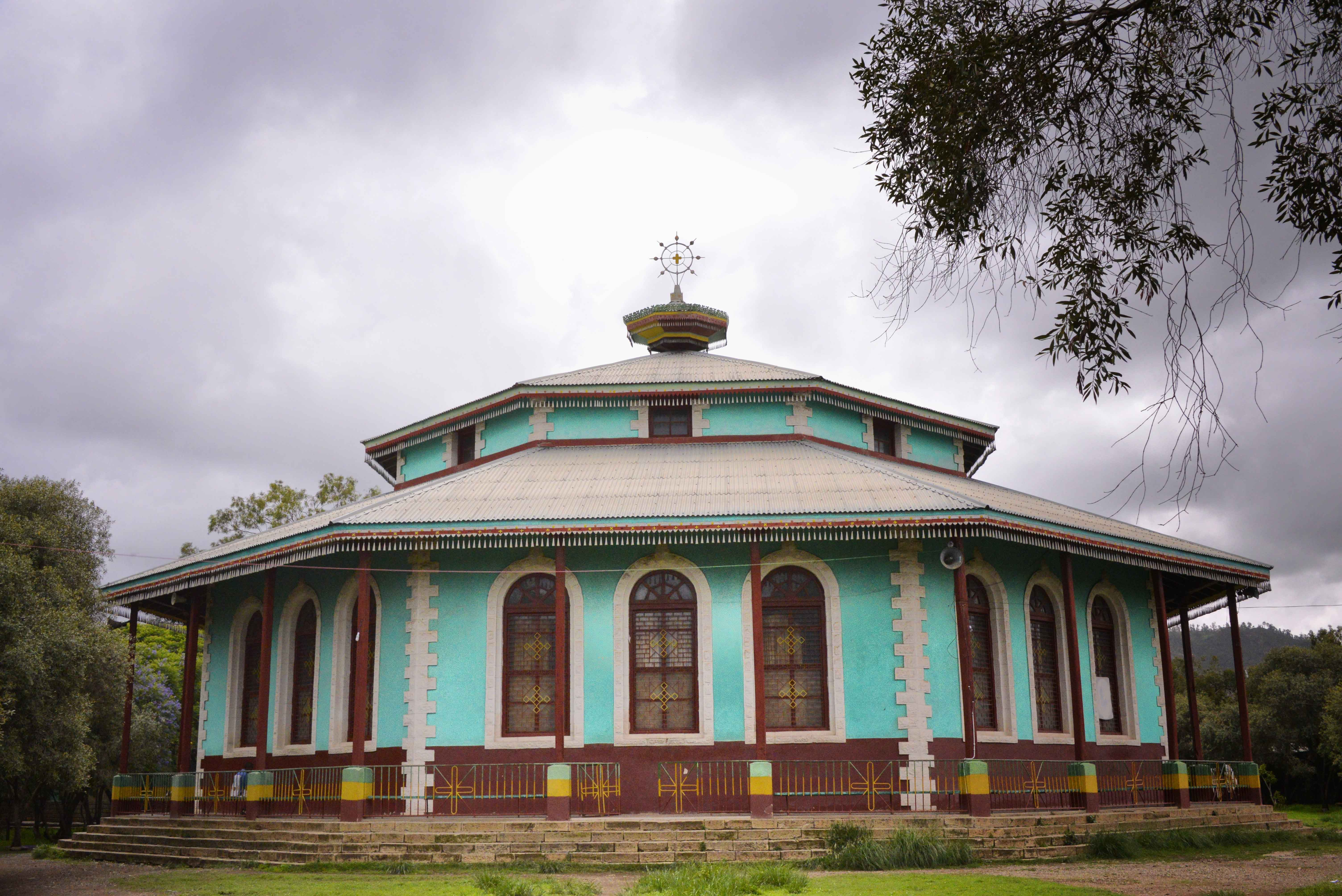
Een orthodoxe kerk
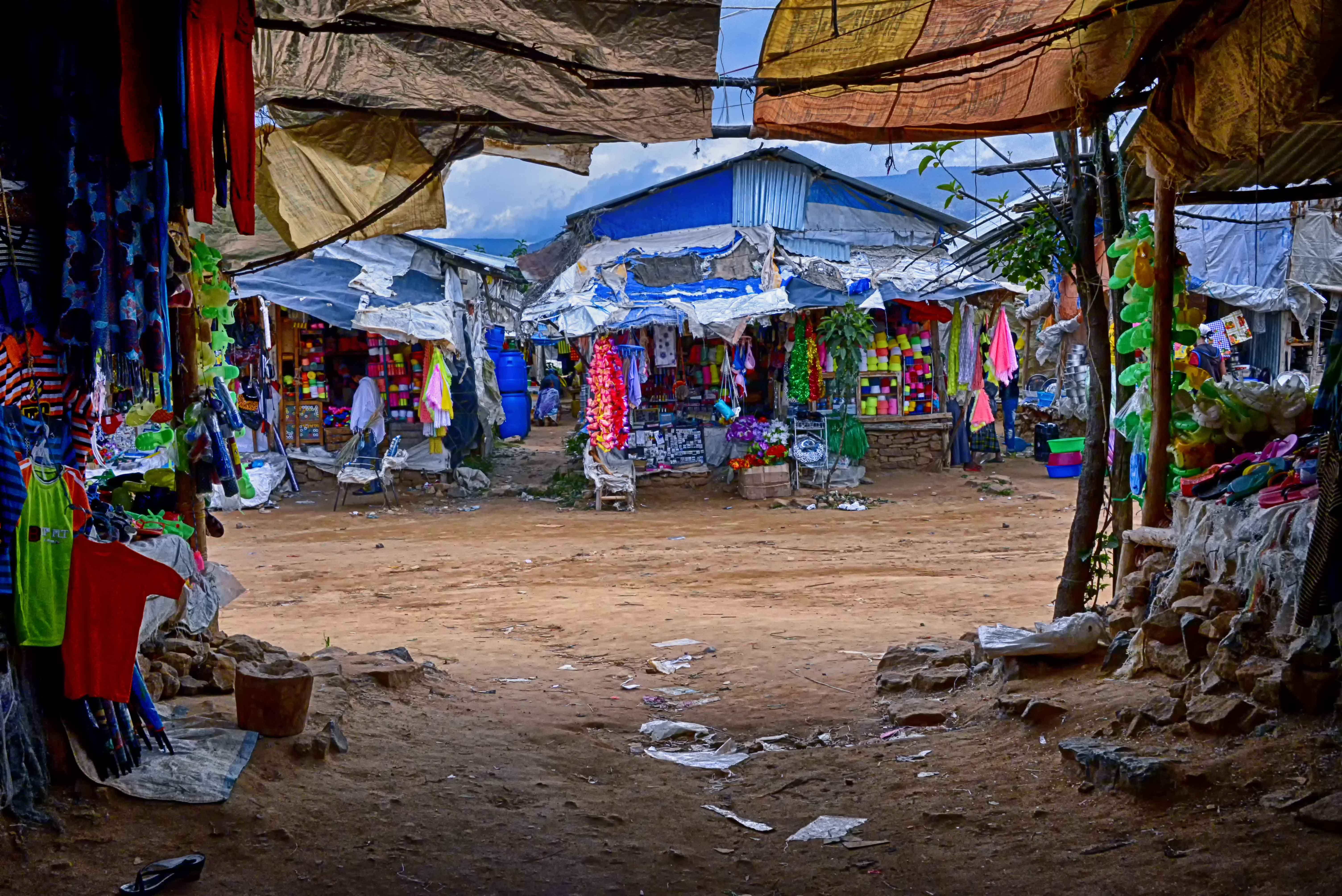
De markt van Adigrat